# Plasticiens Volants
Plasticiens Volants est une compagnie de théâtre de rue française créée en 1976 qui, avec ses spectacles aériens de marionnettes géantes volantes, investit les cieux, places et rues des villes des cinq continents. Créée par deux artistes, elle en compte aujourd'hui une trentaine. Elle est installée depuis 1986 en Région Midi-Pyrénées, et depuis 1999 dans la communauté de communes Tarn et Dadou, à Graulhet, dans une ancienne mégisserie qui porte le nom de Usine de l'Émancipation, nom du quartier où elle a été bâtie il y a environ un siècle.
Manipulées depuis le sol par un comédien-manipulateur, les marionnettes volantes survolent le public et jouent avec lui pour raconter une histoire. Inspirée d'un roman, Don Quichotte, d'un conte, Simurgh, d'un mythe Babilonia, ou de l'univers avec Big bang, chaque histoire mêle théâtre, musique, pyrotechnie et acrobatie.

## Historique
Le groupe nommée Julie, issu du Théâtracide, est créé en 1976 à Paris. Il s'installe à Lavaur en 1985 et en profite pour se renommer « Plasticiens Volants ». En 1993, la compagnie participe aux Jeux olympiques d'été à Barcelone, et s'installera en 1999 à Graulhet dans une ancienne mégisserie.
Elle se qualifie pour les Jeux paralympiques d'été de 2000 à Sydney, et participe en 2014 à l'ouverture et à la clôture des Jeux paralympiques d'hiver à Sotchi,. La compagnie est aussi appelée pour les Jeux olympiques d'été de 2016 de Rio. Leur spectacle portait sur l'histoire du Brésil et l'émergence des quartiers populaires des grandes villes.

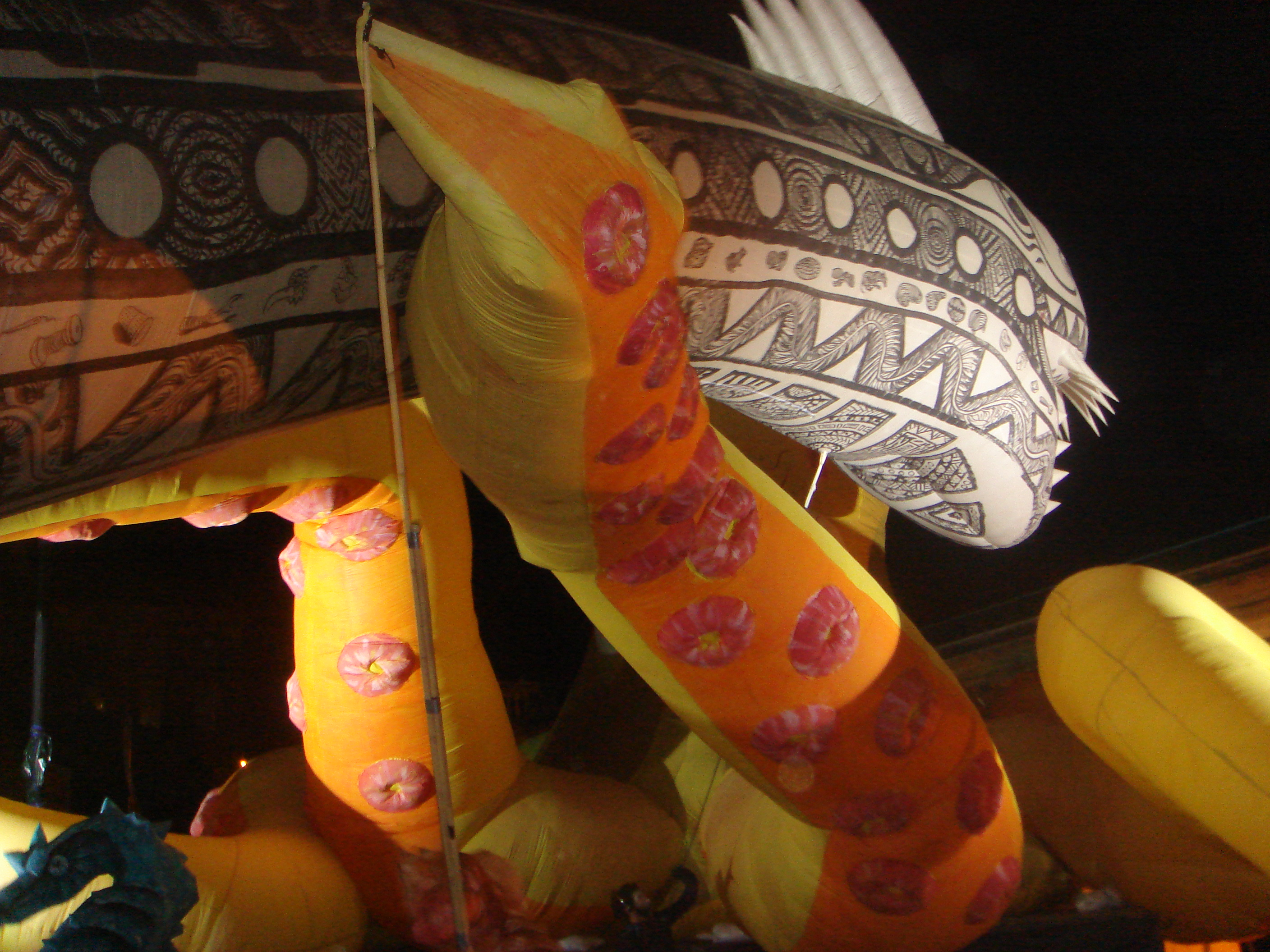
Marionnettes volantes au festival de lumières de Huddersfield en 2007.
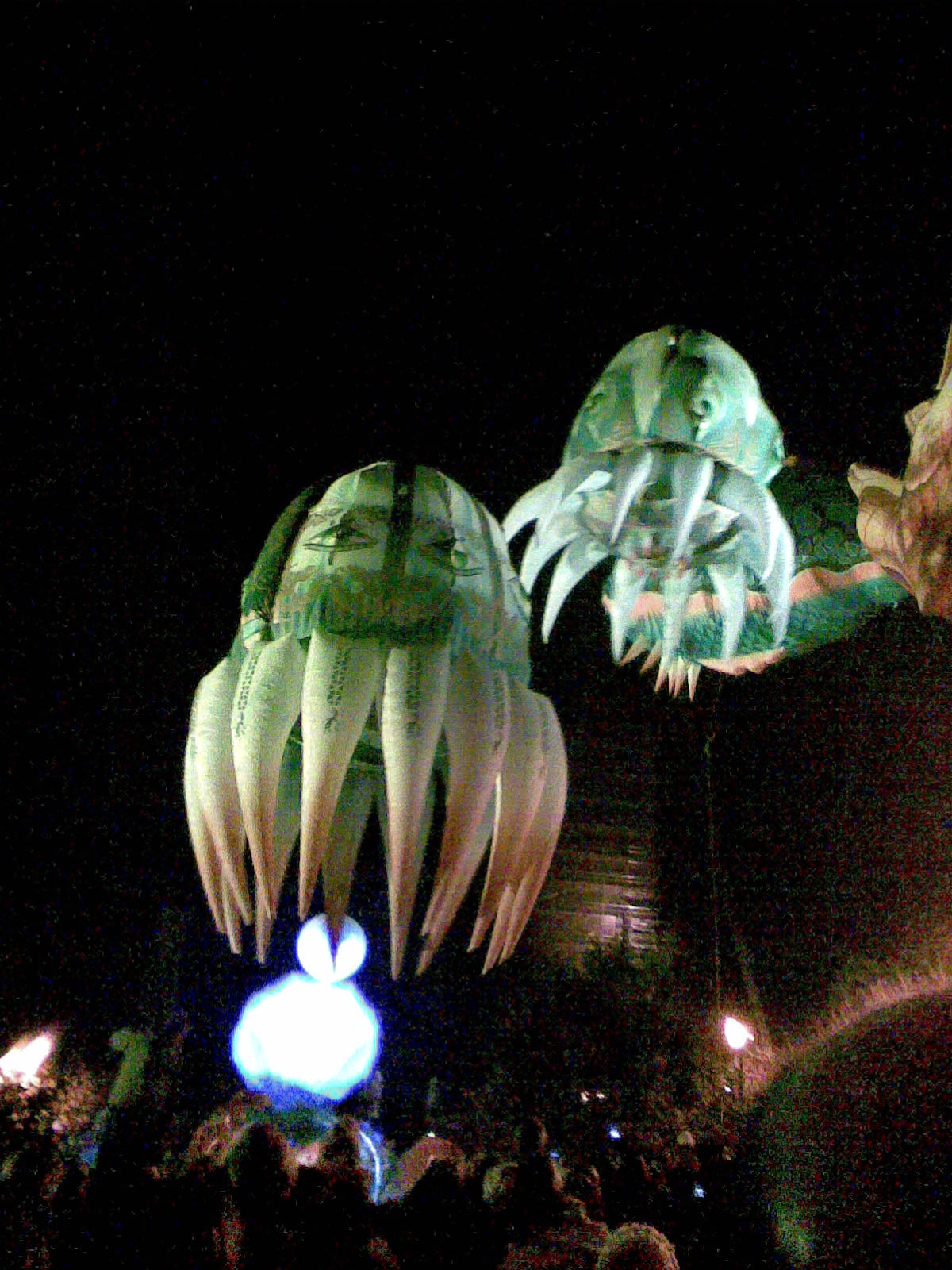
Marionnettes volantes au festival de lumières de Huddersfield en 2007.
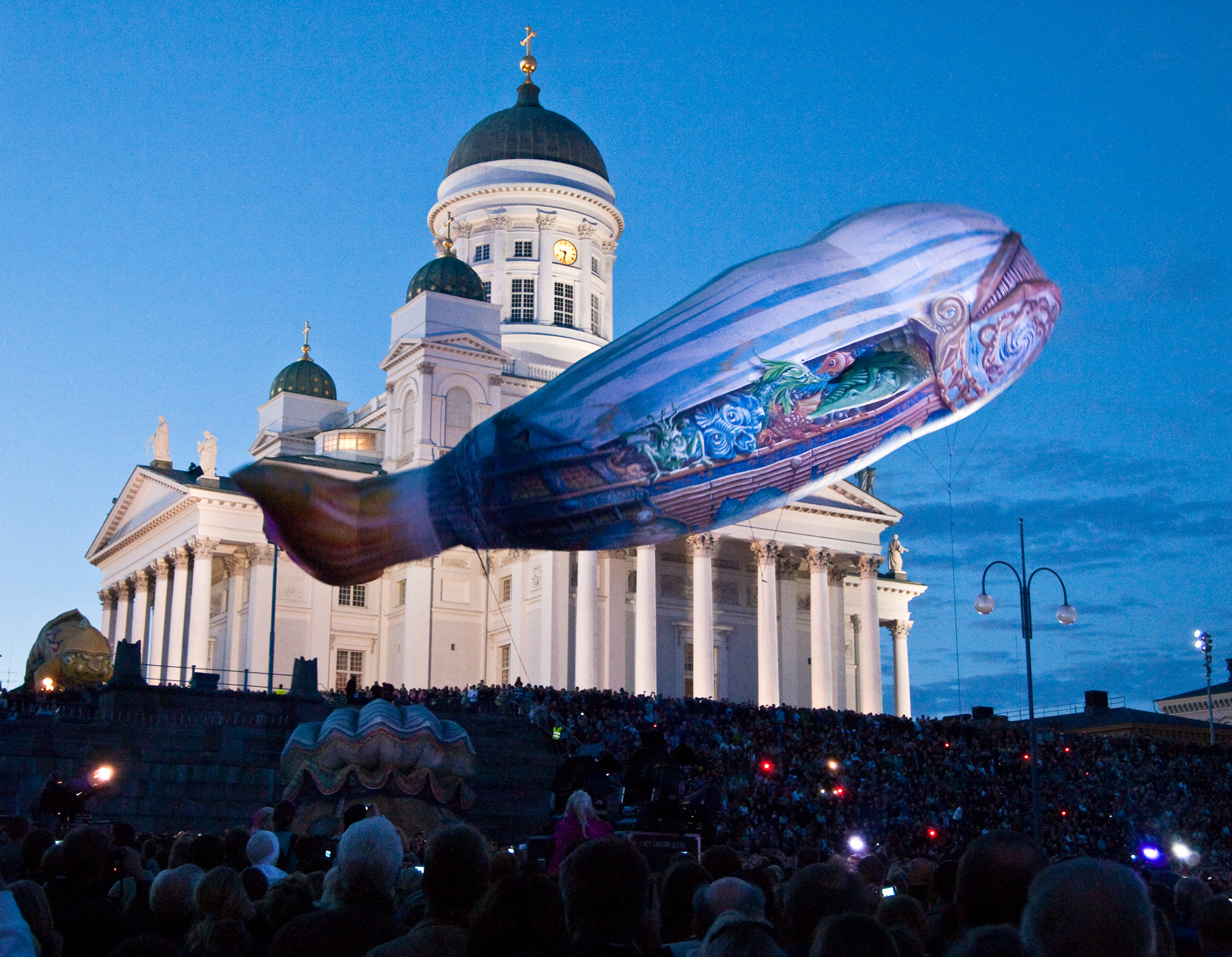
Night of the Arts (en) en 2009 à Helsinki, Finlande.
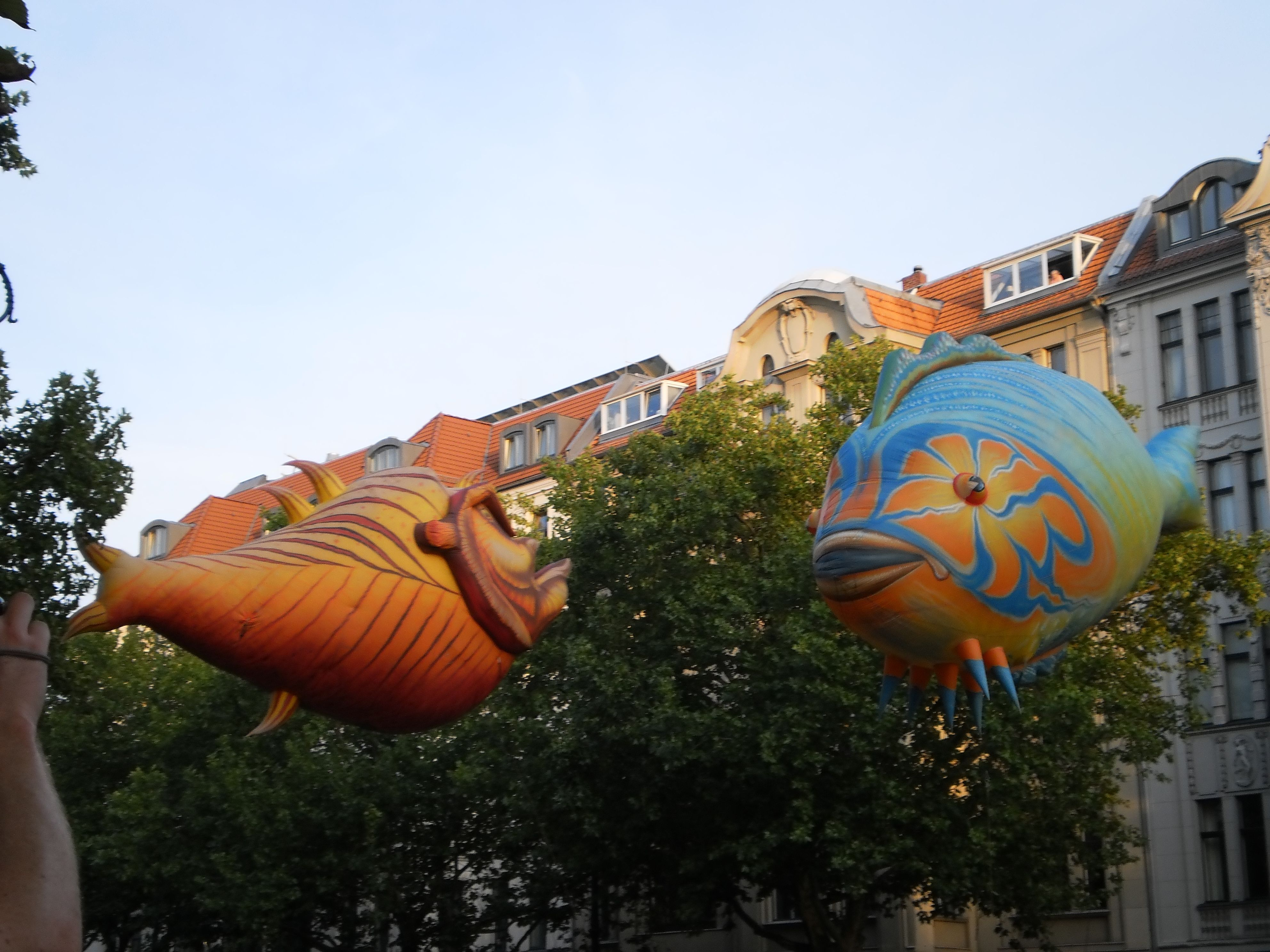
Deux poissons sur le Kurfürstendamm en 2011.